# Harold James Nicholson

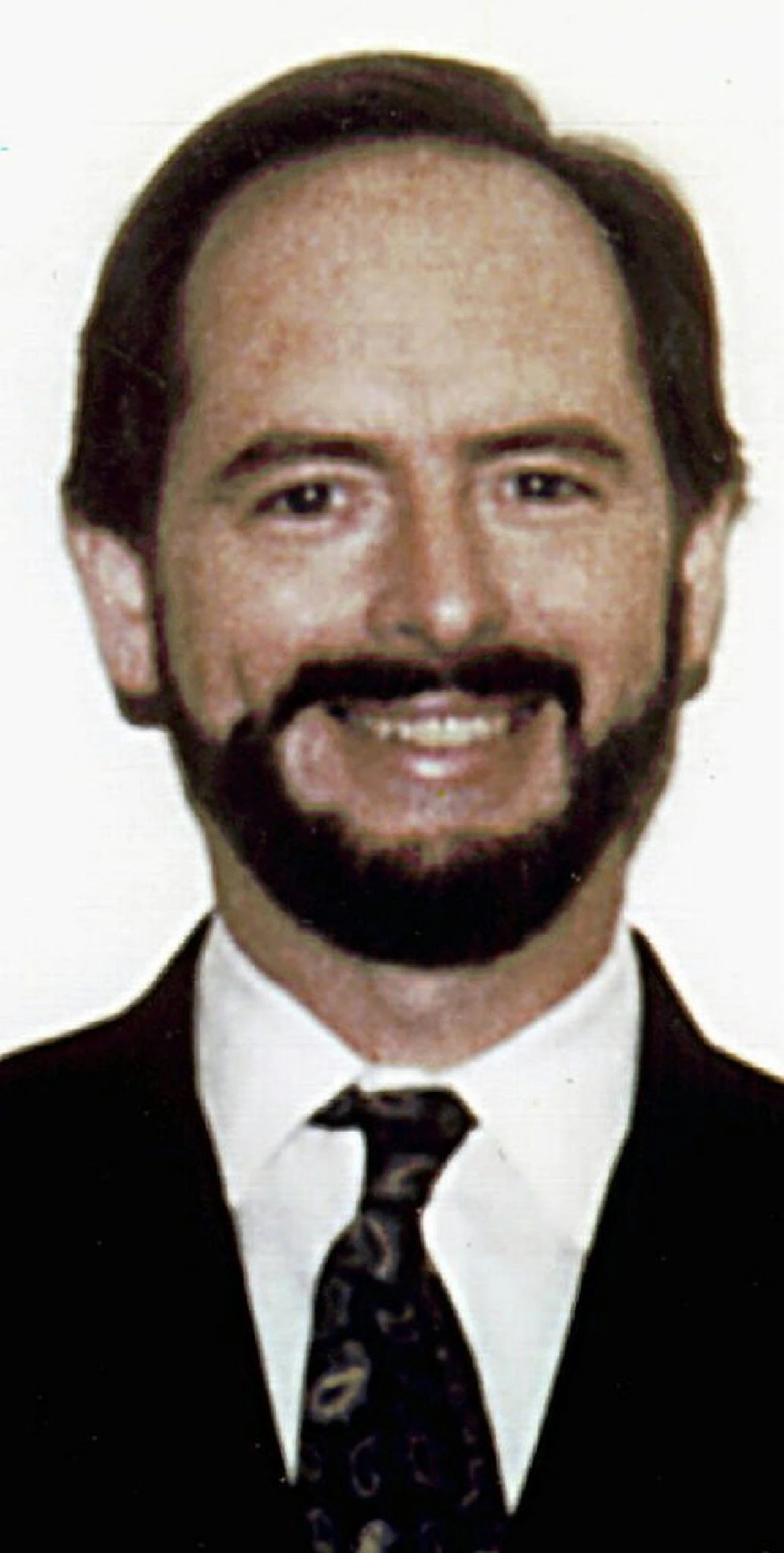
Harold J. Nicholson

Harold James Nicholson  (ur. 1950) – funkcjonariusz Centralnej Agencji Wywiadowczej CIA aresztowany 16 listopada 1996 pod zarzutem szpiegostwa na rzecz Federacji Rosyjskiej.
Harold Nicholson, występujący u Rosjan pod kryptonimem „Nevil R. Strachey”, został skazany na 23 i pół roku pozbawienia wolności. W czasie pobytu w więzieniu zwerbował do współpracy z wywiadem rosyjskim swojego syna, Nathana Nicholsona; w 2010 został za to skazany na dodatkowe 8 lat więzienia.